# Teodósio (filho de Heráclio)
Teodósio (em latim: Theodosius) foi um nobre bizantino do começo do século VII, o segundo filho do imperador Heráclio (r. 610–641) com sua segunda esposa, a imperatriz Martina (r. 613–641). Ele nasceu surdo. Entre o encontro de Heráclio com o general sassânida Sarbaro em Arabisso (julho de 629) e a ascensão do último como xá da Pérsia (27 de abril de 630), eles organizaram o casamento de Teodósio com Nice (à época com 5 ou 6 anos), filha de Sarbaro; também é possível que o casamento possa ter ocorrido após o assassinato de Sarbaro (9 de julho de 630). Para Walter Kaegi, esse matrimônio significava o aumento do poder do Império Bizantino sobre a Pérsia, bem como podia influenciar no espalhar do cristianismo no país caso Sarbaro se mantivesse no poder.